# Moianès
Le Moianès est une comarque catalane d'Espagne, située dans la province de Barcelone. Son chef-lieu est Moià.

## Géographie
Situé sur un plateau dans la dépression centrale de la Catalogne, le Moianès est limitrophe des comarques de l'Osona au nord et à l'est, du Vallès Oriental au sud-est, du Vallès Occidental au sud et du Bages à l'ouest.

## Carte
| Anoia Bages Segarra Solsonès Conca de · Barberà Moianès Osona Berguedà Basse · Cerdagne Alt · Urgell Pallars · Sobirà Val d'Aran Alta · Ribagorça Pallars · Jussà Noguera Urgell Pla · d'Urgell Segrià Garrigues Alt · Penedès Baix · Llobregat Barcelonès Vallès · Occidental Maresme Vallès · Oriental Ripollès Garrotxa Alt Empordà Pla de · l'Estany Gironès Selva Baix · Empordà Garraf Baix · Penedès Tarragonès Alt · Camp Baix · Camp Priorat Ribera · d'Ebre Terra · Alta Baix Ebre MontsiàFrance Pyrénées-Orientales Ariège Haute · Garonne Andorre Aragon Communauté valencienneMer Méditerranée |

## Historique
Le 22 mars 2015, un référendum consultatif est organisé dans les dix communes concernées, appartenant alors aux comarques du Bages, de l'Osona et du Vallès Oriental, à l'issue duquel 80,44 % des votants se prononcent pour la création d'une nouvelle comarque. Le 23 avril suivant, une loi du Parlement catalan institue la comarque du Moianès qui est officiellement créée le 1er mai.

## Communes
| Nom                  | Population (2015) |
| -------------------- | ----------------- |
| Calders              | 968               |
| Castellcir           | 694               |
| Castellterçol        | 2 368             |
| Collsuspina          | 343               |
| Granera              | 70                |
| L'Estany             | 398               |
| Moià                 | 5 865             |
| Monistrol de Calders | 697               |
| Santa Maria d'Oló    | 1 063             |
| Sant Quirze Safaja   | 622               |